# 卡萨诺瓦 (巴西)
卡萨诺瓦是巴西巴伊亚州的一个市镇。总面积9657.505平方公里，总人口66718人，人口密度6.9人/平方公里。